# Slag bij Sprimont
De Slag bij Sprimont of de Slag om de Ourthe was een veldslag tijdens de Eerste Coalitieoorlog tussen Oostenrijk en Frankrijk op 17 en 18 september 1794 in de omgeving van Sprimont die door de Fransen werd gewonnen.

## Aanloop
Na de nederlaag bij de Slag bij Fleurus op 26 juni 1794, waren de Oostenrijkers in het defensief. Jean-Baptiste Jourdan rukte op met het Franse Samber-en-Maasleger, op 11 juli werd Brussel ingenomen en op 26 juli Luik. Het keizerlijke leger van de Oostenrijkse Nederlanden onder Clerfayt trok zich terug en verschanste zich achter de Maas en de Ourthe. Oostenrijkse troepenconcentraties waren er bij Roermond, Maastricht, in Luik op de Karthuizerberg, en bij Esneux waar de Oostenrijkers de strategische brug van Comblain-au-Pont hadden gesloopt.

## De veldslag
Het keizerlijke leger had zich op de hoogvlakte ten noorden van Aywaille samengetrokken waar het steile rivierdal van de Amblève een natuurlijke bescherming vormde. Ondanks grote verliezen wisten de Fransen op 18 september bij Aywaille de Amblève over te steken, via de steile klif Heid des Gattes de hoogvlakte te bestormen en de Oostenrijkers terug te dringen. De beslissende slag vond plaats bij Esneux nadat de Fransen bij Hony de Ourthe hadden overgestoken. De Franse generaals Marceau en Bonet dreven het leger onder leiding van generaal Latour terug naar Verviers.

## Nasleep
De volgende dag werd ook de Oostenrijkse stelling bij Luik verlaten en begonnen de Fransen met de belegering van Maastricht. Door de nederlaag bij de Ourthe moest het Oostenrijkse leger verder terugtrekken achter de Roer, waar het na de beslissende Tweede Slag bij Aldenhoven op 2 oktober in het najaar van 1794 van de linker Rijnoever werd verdreven.
Nederlanden: Marquain · Rijsel (1792) · Jemappes · Namen (1792) · Maastricht (1793) · Breda · Aldenhoven (1793) · Neerwinden · Raimes · Famars · Aarlen · Valencijn · Duinkerke · Hondschote · Menen ·  Wattignies · Moeskroen · Tourcoing · Doornik · Erquelinnes · Gosselies · Ieper · Hooglede · Fleurus · Boxtel · Sprimont · Maastricht (1794) · 's-Hertogenbosch · Aldenhoven (1794) · Puiflijk · Nijmegen · Luxemburg · Den Helder · Camperduin

Rijnfront: Verdun · Thionville · Valmy · Mainz (1792) · Mainz (1793) · Vogezen/Tripstadt · Mainz (1795) · Amberg · Würzburg

Italiaans front: Genua · Hyères · Rovereto · Bassano · Montenotte · Dego · Lodi · Arcole · Rivoli

Overige fronten (Vendée, Spanje): Fontenay-le-Comte · Toulon · Cholet · Luçon · Truillas · Boulou · San Lorenzo · Santa Cruz · Kaap Sint-Vincent
West-Indië: Guadeloupe · Martinique